# Пенчо Славейков
Пенчо Петков Славейков е български поет. Участва в литературния кръг „Мисъл“, наред с Кръстьо Кръстев, Петко Тодоров и Пейо Яворов. Той е най-малкият син на поета и политик Петко Славейков. Брат е на политиците Иван Славейков и Христо Славейков.

## Биография

### Младежки години
Роден е на 27 април 1866 г. в град Трявна, в семейството на Ирина и Петко Славейкови, които имат още 6 деца – Христо, Иван, Рачо, Райко, Донка, Пенка. За бащата е трудно да се грижи за него, но той намира пари да изпрати сина си на училище. Учи в Стара Загора, където през 1876 г. баща му е назначен за учител. Той е свидетел на опожаряването на града по време на Руско-турската война, споменът за което остава завинаги в неговото съзнание. Тези „враснали тъй дълбоко в душата спомени“ служат на Славейков при работата му върху „Кървава песен“. Семейство Славейкови едва се спасява от пожарищата и се събира в Търново.
След края на войната се премества в Сливен, през 1879 г. – отново в Търново, където Петко Славейков издава вестниците „Остен“ и „Целокупна България“, а Пенчо Славейков участва в разпространението им. В края на 1879 г. семейството се установява в София, където Славейков учи до 1881 г. След въвеждането на Режима на пълномощията, баща му, един от водачите на Либералната партия, е арестуван, след което заминава за Източна Румелия.
Пенчо Славейков продължава образованието си в Пловдив. През 1883 г. е един от водачите на ученическия смут в Пловдивската реална гимназия против лошото преподаване на предметите, след като учители като П. Р. Славейков, Петко Каравелов и Трайко Китанчев били заменени с „парфюмирани контета и умствено боси възпитатели“. По това време е под въздействието не само на баща си, но и на бащиния си приятел Петко Каравелов. През тези години се заражда любовта му към народното творчество. Бащата и децата записват народни приказки, песни, легенди, старинни предания. Славейков придружава често баща си в пътуванията му из различни краища на България за езикови, етнографски и фолклорни проучвания, изучава от първоизвора изкуството и езика на народа.
През януари 1884 г. заспива върху заледената река Марица и се разболява тежко. Въпреки продължителното лечение в Пловдив, София, Лайпциг, Берлин, Париж, за цял живот остават поражения – затруднено е придвижването му (движи се с бастун), пише с усилия и говори трудно. След тримесечна борба със смъртта Славейков се отдава на мрачни мисли, страда от пристъпи на меланхолия, от които търси лек в книгите и в творчеството. За да излезе от тежката криза, му помагат книгите на Иван Тургенев и В. Г. Короленко „Живи мощи“ и „Слепият музикант“. В борба с неволята Славейков калява волята си и започва да гледа на страданието като на велик учител, извисяващ духа. Тази идея намира по-късно художествен израз в редица творби (Cis moll и други). Възгледът за страданието се затвърждава и от общуването му с творчеството на Хенрик Ибсен, Фридрих Ницше, Хайнрих Хайне и други. След нещастието у Славейков се заражда и склонността да осмисля творчески самотата. Стихотворенията, които пише по това време, са повлияни от Хайне, чиито творби чете в руски превод.

### Начало на литературната дейност
Към средата на 1884 г. семейството на Пенчо Славейков се връща в София. През 1885 г. той се сближава с Алеко Константинов. Двамата сътрудничат на списание „Библиотека Свети Климент“ с преводи от руски поети. Това затвърждава критичното отношение на Славейков към стамболовизма и изобщо към тогавашната българска обществено-политическа действителност, подхранва политическия му демократизъм. С критично-обществен патос са пропити много негови стихотворения от края на 80-те и първата половина на 90-те години („Бащин край“, „Любимий падишах“, „Дим до Бога“, „Манго и мечката“, „Цар Давид“ и други). Същевременно Славейков пише и интимна лирика. Събира я в първата си книга „Момини сълзи“, създадена под неасимилираното влияние на Хайне. Бързо разбрал нейната незрелост, една година след излизането ѝ Славейков иззема непродадените екземпляри, за да ги изгори.
В началото на 90-те години се очертава друга тенденция на поетическата мисъл на Пенчо Славейков – вглъбяване в света на исторически личности, велики творци, герои на духа. През 1892 г. в списание „Мисъл“ се появяват първите редакции на поемите Cis moll, „Сърце на сърцата“, „Успокоения“, „Фрина“. По това време в поезията на Славейков се набелязват почти всички идейно-емоционални, жанрово-стилови насоки, характерни за зрялото му поетическо творчество – патриотична, баладична, фолклорна, интимно-лирична, философско-историческа, легендарна, източнодидактична.
През 1892 г. Славейков заминава да следва философия в Лайпциг. Оттам сътрудничи редовно на списанията „Мисъл“ и „Българска сбирка“, създава поемите „Ралица“, „Бойко“, „Неразделни“, и други класически епически песни, първите глави на епопеята „Кървава песен“, много от миниатюрите в „Сън за щастие“. Много полезно за неговото творчество се оказва познанството с Мара Белчева, с която имат сходни интереси като поети и писатели и остават близки приятели за цял живот.
Като студент Славейков си поставя за задача да разшири житейския, философския, естетическия си кръгозор, да школува при големи творци. Лекциите, които слуша, свидетелстват за многостранните му интереси: естетикът неокантианец Йоханес Фолкелт чете история на новата философия, обща естетика, естетика на поетическото изкуство, естетика на драмата; философът-идеалист, психолог-експериментатор, физиолог и фолклорист Вилхелм Вунд – психология, етика, история на философията; Е. Елстер – история на немската литература, Вюлкер – лекции за творчеството на Уилям Шекспир; Волнер – за народния епос на южните славяни и др.
Интересът на Славейков към живописта и скулптурата го насочва към Лайпцигското дружество на любителите на изкуството, в което членува. Член е и на Лайпцигското литературно дружество. Посещава множество театрални премиери. Вглъбява се в творчеството на Йохан Волфганг Гьоте и Хайнрих Хайне, чете изследвания за тях, интересува се не само от художественото им дело, но и от философските и естетическите им възгледи. Измежду десетките съвременни немски поети, които задържат вниманието му, се открояват Теодор Щорм, Д. Лилиенкрон, Р. Демел, Г. Фалке, Н. Ленау. Чрез немски преводи Славейков се запознава със скандинавските литератури, проучва творчеството на Хенрих Ибсен, Й. Якобсен. Пръв в България се запознава с идеите на датския философ Сьорен Киркегор. Чете трудовете на Георг Брандес, К. Ланге, Артур Шопенхауер, Фридрих Ницше.
С многостранните си интереси, с неизтощимото си остроумие си спечелва авторитет сред българските студенти в Лайпциг. Още през първата година на следването си е избран за председател на българската секция при Славянското академическо дружество, на следващата става председател на дружеството. Подготвя дисертация на тема „Хайне и Русия“ но не я завършва, защото не успява да поработи, както възнамерявал, в руски библиотеки.
В запазената част от библиотеката на Пенчо Славейков документирано видим е интересът му към „Психология на народите и масите“, в руски превод от 1896 г. Поетът неведнъж противопоставя в творчеството си „ярката личност, избраника на множеството“, защото сам цени правата, самостоятелността и свободата на личността. Има предразположение към някои от идеите на Густав Льобон. От друга страна, отношението му към „тълпата“ и „рязкото противопоставяне личността, индивида на масата, изявено неведнъж в различни форми у него, са били до известна степен стимулирани от идеите на Лебон“.
В Лайпциг Славейков завършва (1896 г.) кн. 1 от „Епически песни“, подготвя кн. 2, продължава да твори интимна лирика, извисявайки се над ранните си лирически произведения. Стихосбирката „Сън за щастие“ е плод на многогодишна творческа работа в тази насока. Изпраща първите си критически текстове, излезли във в. „Знаме“.

### В кръга „Мисъл“
Славейков се завръща в България в началото на 1898 г. и през същата година става действителен член на Българското книжовно дружество, днес Българска академия на науките. Назначен е за учител в Софийската мъжка гимназия и е командирован в Народната библиотека в София. Става близък помощник на д-р Кръстьо Кръстев в редактирането на сп. „Мисъл“ и е в центъра на литературния кръг „Мисъл“.
Много важен аспект от неговия жизнен и духовен път е любовта му с поетесата Мара Белчева, вдовица на починал български министър. С нея той свързва живота си през 1903 година, но среща неодобрението на Фердинанд и дворцовите среди. Заедно превеждат „Тъй рече Заратустра“ от Ницше. Години наред те работят съвместно и върху неговата поема „Кървава песен“.
Пенчо Славейков е поддиректор (1901 – 1909) и директор (1909 – 1911) на Народната библиотека, директор на Народния театър (1908 – 1909). През септември 1908 г. предприема с театъра турне из Македония, което в Битоля, Прилеп и други селища се превръща в културна и обществена манифестация, чийто вдъхновител е поетът-директор. За краткия си престой в Народния театър Славейков се проявява като енергичен, високоерудиран и талантлив ръководител и режисьор. Бранейки независимостта на театъра от некомпетентни вмешателства, влиза в конфликт с министъра на просвещението Никола Мушанов и напуска.
През 1909 г. е командирован в Москва за участие в честването на 100-годишнината от рождението на Николай Гогол. Заедно с проф. Васил Златарски прибира в България костите на Марин Дринов и библиотеката му. От Русия Славейков пише няколко писма до Мара Белчева, в които се изявява като народолюбец и антимонархист, хуманист и демократ. По време на казионния Славянски събор (1910 г.), като демократ и привърженик на идеята за славянско единение на чисто културна почва и на основа на братско съгласие, Славейков протестира в отворено писмо до делегатите на събора и в реч на публично събрание.
В началото на март 1911 г. е командирован в Цариград, Атина, Неапол, Соренто, Рим, за да се запознае с библиотечните сгради и с развитието на библиотечното дело. След завръщането си в София Славейков се отдава на трескава работа: завършва ч. 2 на „Кървава песен“ (IV – VI песен), подготвя антологията „Немски поети“.
На 10 юли 1911 г. министърът на просвещението Стефан Бобчев го уволнява от поста директор на Народната библиотека и го назначава уредник на училищния музей при Министерството на народното просвещение. Славейков не заема длъжността и заминава за чужбина. Преди да отпътува, председателства събрание, на което се учредява клон на дружеството „Приятели на руския народ“ (с председател Анатол Франс). В края на август Славейков е в Цюрих, където го посреща Мара Белчева.
Живее в различни селища – Люцерн, Хофлу, Горат, Гьошенен, Андермат, Лугано. Силният душевен гнет влошава здравето му. Славейков прави героични усилия да работи. В края на ноември пристига в Италия. Най-дълго се задържа в Рим – 3 месеца. По-късно заминава за Флоренция, а оттам и за Милано. В Милано отсяда в хотел „Манин“, където дописва някои от последните си творби. През май 1912 г. отново е на път – през Флоренция, към Енгандините, към планината, търсейки лек за тялото и душата. В края на месеца пристига в малкото курортното градче Брунате, разположено между езерото Лаго ди Комо и град Комо (Италия), където на 10 юни умира. В България, която след по-малко от четири години ще възприеме Грегорианския календар, е все още 28 май. Погребан е в градското гробище, а през 1921 г. костите му са пренесени в България. Дълго време гробът му на Централните софийски гробища е в лошо състояние, в последните години е реставриран и обновен.
Поради преждевременната му смърт предложението на шведския академик Алфред Йенсен, преводач на „Кървава песен“ и на други негови творби, да бъде удостоен с Нобелова награда, не е разгледано от Нобеловия комитет.
През 2007 година в Брунате е поставен негов паметник, в двора на библиотеката.
В Рим на ул. Boncompagni N79, където е живял Пенчо Славейков, има поставена паметна плоча.

## Алфред Йенсен
Алфред Йенсен е шведски писател, литературовед и славист-езиковед, преводач, журналист и кореспондент, автор на многобройни пътеписи от пътувания в Източна Европа, експерт по славянска литература към Нобеловия комитет, интелектуален посредник между Швеция и славянския свят. Пенчо Славейков се сближава с Алфред Йенсен, за което говори кореспонденцията между двамата, намираща се в личния архив на Йенсен в Кралската библиотека в Стокхолм. Йенсен с тревога следи здравословните и други проблеми на Славейков, интригите в българските литературни и академични среди относно представянето на кандидатурата на Пенчо Славейков за Нобеловата литературна награда, напразно очаква от България да пристигне писмено предложение и подкрепа. Тогава, „за първи и вероятно за последен път“, както пише самият Йенсен, Нобеловият комитет решава да му бъде предоставено правото да предложи кандидат от свое име. Така се стига до предложението на Алфред Йенсен от 30 януари 1912 г., съпроводено от обширна мотивировка с анализ на творчеството на Пенчо Славейков.

През същата година Алфред Йенсен издава в Швеция стихосбирките на Славейков – „Коледари“ и „Съдби и поети“, превежда много други стихове, както и поемата „Кървава песен“, за която пише: 
| „ | Шведската академия се намира пред щастливи и съвсем необикновени обстоятелства, да може да представи на Европа един безспорно голям поет, при когото може да се констатира наличието на поетически шедьовър – „Кървава песен“ | “ |

. Заради преждевременната смърт на Славейков предложението да бъде удостоен с Нобелова награда не е разгледано от Нобеловия комитет.

## Почит
- Името му носи булевард „Пенчо Славейков“ в София (Карта).
- Родната къща на Пенчо Славейков в Трявна е превърната в музей.
- Банкнотите с номинал 50 лева (емисия 1999 г., 2006 г.) са с лика на Пенчо Славейков. На гърба са изобразени илюстрации и ръкопис от Пенчо Славейков.[6]